# Wilhelm Annér
Per Wilhelm Annér (i riksdagen kallad Annér i Östersund, senare Annér i Borås), född 31 mars 1886 i Annerstad, död 1 januari 1968 i Borås, var en svensk redaktör och riksdagsman (folkpartist).

## Biografi?
Annér, som kom från en bondesläkt, var lantbrukare till 1907 och gav sig därefter in i journalistiken som medarbetare 1908-1912 vid Borås Folkblad? och Södra Västergötland. Han var sedan 1912 redaktör vid Jämtlands Tidning och blev där 1922 huvuddelägare, redaktör och verkställande direktör fram till 1945. Under första världskriget var Annér utrikeskorrespondent och reste i de krigförande länderna, varvid han även besökte båda sidor av Västfronten. Han for 1926 till Ryssland och rapporterade därifrån i bokform, liksom tidigare från världskriget. 
Han var riksdagsledamot i andra kammaren 1937-1940 för Jämtlands läns valkrets och i första kammaren 1946-1948 för Västernorrlands läns och Jämtlands läns valkrets. I riksdagen var han bland annat ledamot i andra kammarens fjärde tillfälliga utskott 1937-1938. Han var också sekreterare i riksdagens nykterhetsgrupp. Som riksdagsman engagerade han sig exempelvis i alkoholpolitiska frågor. Annér hade även ledande regionala uppdrag i frisinnade landsföreningen och folkpartiet.
I Annérs diktning förekommer visserligen motiv från de utrikes resorna, men främst behandlas hemmet, vardagen och odlarmödan. Ur dikten Ett litet ljus: "Men då jag lämnat gatans larm / och lampornas reflexer. / blir ljusets glans allt mera varm; / det träder fram, det växer./ Och hemmets ljus, som lyser sprött / likt stjärnors sken i gryning, / är mer än glans, som festen fött / och fyrars blänk i dyning."